# 关口街道
关口街道为中华人民共和国湖南省浏阳市下辖街道，地处浏阳市城区东部，为浏阳市政府驻地。2015年12月由原溪江乡和关口街道合并设立。辖域总面积161.8平方公里，下辖9个行政村、3个社区，总人口22,287人(2000年人口普查)。行政驻地长兴社区。

## 历史
清朝曾设有炭棚市。1950年属十三区，1956年属溪江乡，1958年改东方红公社、城郊公社、罗江公社，1965年改关口公社，1983年改乡，1995年撤销关口乡设立关口街道。1997年下辖占佳、水佳2个社区和青坪、升田、彭岭、杨西、关口、金钩、长禾、复兴、丁家、云岭10个行政村。2004年调整为水佳、占佳和复兴3个社区；长禾、金钩、关口、杨西、升田、清坪、彭岭、云岭和丁家9个行政村。2015年12月，撤销溪江乡，并入关口街道。

## 现行行政区划
街道下辖9个行政村、3个社区，分别为水佳社区、占佳社区和长兴社区，道源湖村、和田村、溪江村、炭棚村、金口村、杨溪湖村、升平村和金桥村。